# Нижнє Галкино
Нижнє Га́лкино (рос. Нижнее Галкино) — село у складі Шилкинського району Забайкальського краю, Росія. Входить до складу Галкинського сільського поселення.

## Історія
Село засноване 2013 року шляхом виділення зі складу села Галкино.